# Godwin Odiye
Godwin Odiye (Lagos, Nigeria, 17 de abril de 1956) es un exfutbolista de Nigeria que jugaba en la posición de defensa.

## Carrera

### Club
| Periodo   | Club                         |
| --------- | ---------------------------- |
| 1975-1977 | ACB Lagos FC                 |
| 1978-1982 | San Francisco Dons           |
| 1983–1984 | San Francisco Greek American |
| 1984–1994 | Greek-American AC            |

### Selección nacional
Jugó para Nigeria en 39 ocasiones de 1976 a 1980 y anotó dos goles; participó en los Juegos Panafricanos de 1978 y en tres ediciones de la Copa Africana de Naciones donde fue campeón en 1980.

## Logros

### Club
- US Open Cup (2): 1985, 1994

### Selección nacional
- Copa Africana de Naciones (1): 1980